# Castello del Belagaio

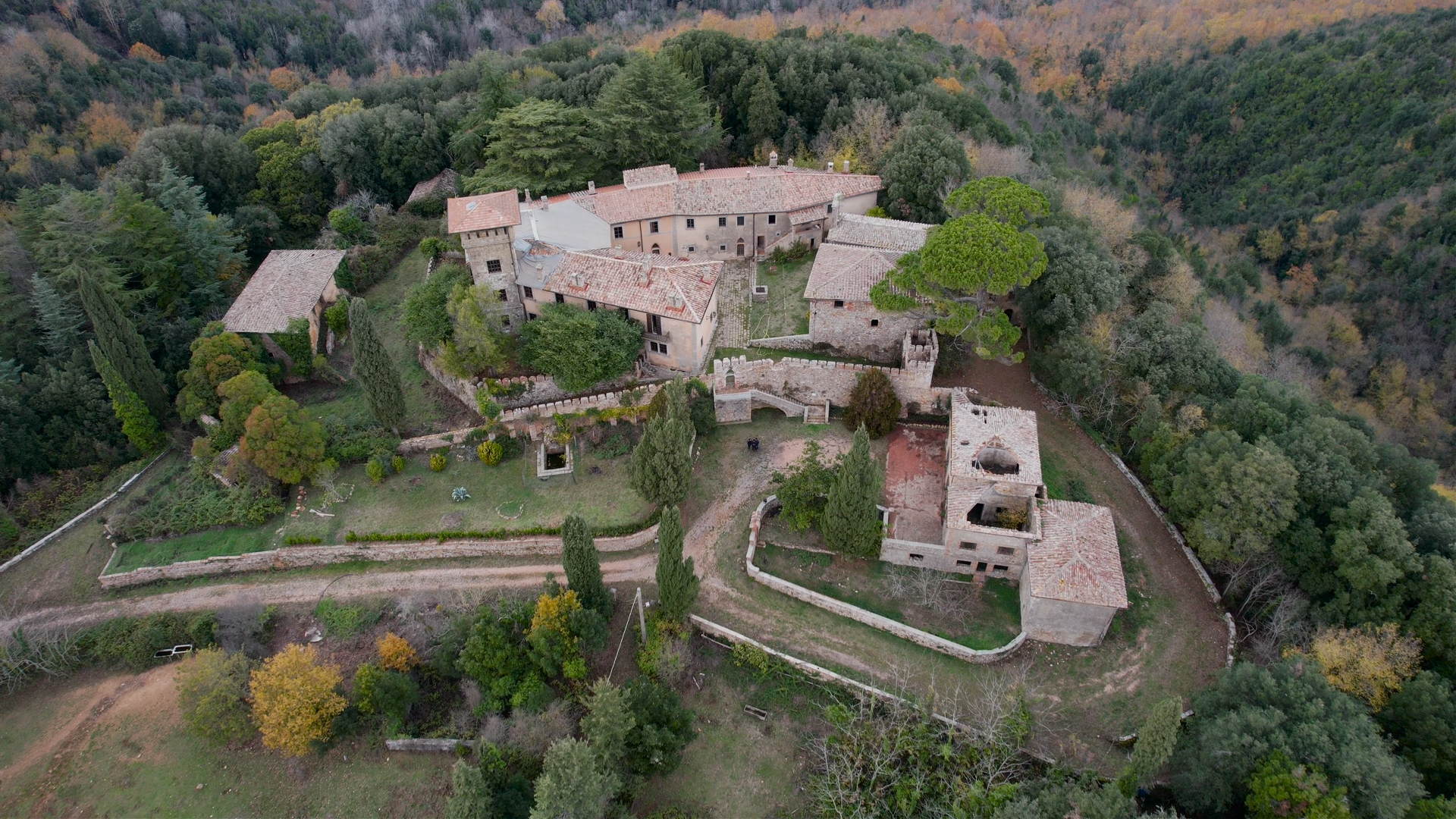
Situato al centro della Riserva Naturale della Val di Farma, il Castello del Belagaio, il cui nome sembri derivi da "Pelagus" e quindi dall'acquitrino che esisteva nell'avvallamento davanti al castello, è stato possesso dei molti potenti che alternativamente si sono imposti nella zona: Famiglia degli Aldobrandeschi e degli Ardengheschi.

Il castello del Belagaio si trova nella parte nord-orientale del territorio comunale di Roccastrada (GR). La sua ubicazione è all'interno della riserva naturale di popolamento animale della Riserva naturale Farma, che si estende tra le località di Torniella e Casale di Pari.

## Storia
Il complesso fortificato sorse in epoca medievale come possedimento della famiglia Ardengheschi che controllava anche altre località nella parte settentrionale della valle dell'Ombrone.
Nel corso del Duecento il castello passò sotto i Senesi, entrando successivamente a far parte del territorio della Repubblica di Siena.
A metà Cinquecento la struttura castellana e l'intera zona di ubicazione entrò a far parte del territorio amministrato dal Granducato di Toscana.

## Descrizione
Il castello del Belagaio si presenta come un imponente complesso fortificato, costituito dalla residenza padronale a pianta quadrangolare, che si addossa ad una torre merlata.
Si conservano solo in parte gli originari elementi del periodo medievale, a causa di profonde ristrutturazioni avvenute soprattutto nel corso dell'Ottocento.
Annessa al castello, attigua ad edifici disposti lateralmente rispetto alla struttura castellana, si trova la cappella di San Leonardo, edificata in epoca medievale e restaurata più volte in epoche successive.